# Яворський Вадим Юрійович
Вади́м Ю́рійович Яво́рський (нар. 26 червня 1994, Одеса) — український футболіст, нападник клубу «Гірник-Спорт».

## Кар'єра гравця
Вихованець СДЮШОР «Чорноморець». Після завершення навчання грав у «Чорноморці-2». У сезоні 2012/13 виступав у СКА (Одеса) й молодіжному складі «Кривбаса» (Кривий Ріг). У червні 2013 року став футболістом одеського «Чорноморця».
13 вересня 2014 року провів перший поєдинок в українській Прем'єр-лізі, вийшовши на поле замість Руслана Фоміна в доданий час матчу проти донецького «Шахтаря». З весни наступного року Яворський став регулярно з'являтися у складі першої команди одеситів. З огляду на тодішній стан «Чорноморця» після відходу багатьох ключових виконавців і головного тренера команди Романа Григорчука, використання Яворського в ролі наконечника «моряків» передбачало розвиток атак, що відрізняється від варіанту нападу з високим і потужним Діденко. Штовхатися з потужними захисниками Яворському на відміну від минулого ветерана було важко. Щоб стати головним нападником у команді, Вадиму потрібно було додати у м'язах. До кінця сезону нападник зіграв 6 поєдинків у Вищому дивізіоні, ще 2 матчі Яворський провів за «Чорноморець» у Кубку України. В одному з кубкових поєдинків проти «Дніпра» по черзі Дмитро Чигринський та Олександр Васильєв у боротьбі з Яворським отримали червоні картки.
У січні 2016 року був відданий оренду до кінця сезону горішньоплавнівському «Гірнику-спорт». Влітку 2016 року, зігравши кілька матчів на правах оренди за «Верес», був знову відданий в оренду клубу «Гірник-Спорт». Через рік повернувся в розташування «Чорноморця», а у другій половині 2017 року, також на правах оренди грав за «Миколаїв».
На початку 2018 року став гравцем «Сум».
Наприкінці лютого 2019 року як вільний агент уклав контракт із «Дніпро-1». Але після завершення сезону клуб вирішив припинити співпрацю з гравцем.
У липні 2019 року Вадим уклав контракт із «Авангардом», розрахований на рік співпраці.